# Josep Colomer i Maronas
Josep Colomer i Maronas   (Rubí, 1933 - Barcelona, 18 d'octubre de 2024) fou un empresari i promotor cultural.

## Biografia
Va ser vicepresident d'Òmnium Cultural de 2004 a 2008 i membre de la ponència redactora de la proposta de reforma de l'Estatut d'Autonomia de Catalunya, alhora que va promocionar La Bressola de Catalunya del Nord, l'Orquestra Simfònica del Vallès i el Concurs Internacional de Música Maria Canals. El 2009 fou nomenat president del Patronat d'Honor d'Òmnium Cultural i va rebre la Creu de Sant Jordi.